# SS-Panzerbrigade Gross
La SS Panzer Brigade Gross (anche: SS-Panzerbrigade Groß) fu una formazione delle Waffen SS costituita durante la seconda guerra mondiale, nel 1944. Composta da una serie di reggimenti di addestramento delle SS dislocati in Lettonia, doveva servire a tenere la strada per Riga aperta e per contrastare l'offensiva estiva dell'Armata Rossa. La brigata venne sciolta nel novembre 1944, ed i suoi componenti furono dispersi tra varie divisioni delle Waffen-SS.

## Storia
La Brigata venne costituita l'8 agosto 1944, e posta agli ordini dell'SS-Sturmbannführer Martin Groß, dal quale prese il nome. I suoi componenti provenivano da due reggimenti corazzati di addestramento delle Waffen-SS in Lettonia. L'unità entrò in azione contro forze di cavalleria sovietiche il giorno stesso della sua formazione. Comunque, in pochi giorni, ai due reggimenti iniziali furono aggregati anche alcuni carri armati (in dettaglio, si trattava di 10-15 Panzer III e Panzer IV), un battaglione con una dozzina di cannoni semoventi Sturmgeschütz III, un battaglione da ricognizione e un paio di compagnie del genio militare e dell'artiglieria contraerea). Nonostante i nuovi rinforzi, un attacco effettuato contro la città di Tuckum si risolse in un fallimento.
Il 15 agosto, la Panzerbrigade Gross ricevette 7 Panzer VI Tiger I dal schwere SS-Panzerabteilung 103 ed un paio di batterie antiaeree dalla 19. Waffen-Grenadier-Division der SS. La brigata raggiunse così la sua dimensione massima di 2.500 uomini.
La Gross fu inquadrata nella Panzer-Division Strachwitz (che dopo il ferimento del comandante ricevette il nome di Panzer-Division Lauchert), cosa che comportò la consegna, alla neonata unità, di ulteriori 5 Panzer IV.
La brigata entrò in azione il 20 agosto contro la 51ª Armata sovietica, riconquistando Mitau e Reval, ricacciando quindi i sovietici lontano dalla costa e contribuendo all'evacuazione delle truppe tedesche via mare. Le perdite erano state piuttosto pesanti, visto che il 22 agosto la Gross era ridotta a 720 uomini a 11 carri armati (inclusi 3 T-34 catturati) e una ventina di Sd.Kfz. 251.
Il 28 agosto, la brigata venne trasferita in Estonia, nella zona del lago Peipus. Qui rimase tutta la prima settimana di settembre. Nella metà del mese, la Gross fu separata dalla divisione, ed inviata in Lettonia. Impiegata in combattimenti ininterrotti, la sua consistenza numerica era scesa a 300 uomini, 2 StuG III, un T-34, 3 Panzer III, 2 Panzer IV e 4 Sd.Kfz. 251.
Giunta in Lituania, la brigata divenne parte della 3. Panzerarmee, e fu ritirata dalla prima linea il 16 novembre a causa delle fortissime perdite subite. Inviata al centro di addestramento di Sennelager, la Gross venne sciolta definitivamente entro la fine del mese di novembre, ed i suoi uomini furono spartiti tra le divisioni 1. SS-Panzer-Division "Leibstandarte SS Adolf Hitler", 2. SS-Panzer-Division "Das Reich", 9. SS-Panzer-Division "Hohenstaufen" e 12. SS-Panzer-Division "Hitlerjugend".
Lo scioglimento venne mascherato con la creazione di un nuovo reggimento corazzato (in realtà mai avvenuta): il 26. SS-Panzer-Regiment Reichsmarschall.

## Ordine di battaglia
Composizione della SS-Panzerbrigade Gross il 15 agosto 1944.
- Stab (quartier generale)
- SS-Infanterie-Bataillon 1 (battaglione fanteria), su quattro compagnie
- SS-Infanterie-Bataillon 2, su quattro compagnie
- SS-Panzer-Abteilung Gross (battaglione corazzato), , su quattro compagnie (di cui una pesante)
- SS-Sturmgeschütz-Abteilung 1 (cannoni d'assalto), su due batterie
- SS-Panzer-Aufklärungs-Abteilung Gross (ricognizione), su tre compagnie
- Flak-Kompanie (antiaerea), su quattro plotoni
- Pionier-Kompanie (genio militare)
- Feldgendarmerie Trupp (polizia militare)
- Unità per le riparazioni e la manutenzione dei mezzi.

## Comandanti
- SS-Obersturmbannführer Martin Groß (8 agosto 1944 - novembre 1944)